# Финансовый конгломерат
Финансовый конгломерат (англ. Financial conglomerate) — участник финансового рынка, бизнес которого распространяется не менее чем на две из пяти основных областей финансовых услуг:
- Банковские операции;
- Страхование;
- Корпоративные финансы, подписка и размещение ценных бумаг;
- Доверительное управление, обслуживание или консультирование инвестиционных фондов;
- Розничные инвестиционные услуги.

## Признаки финансовых конгломератов
При отнесении финансового института к числу финансовых конгломератов следует руководствоваться не размерами его активов, а именно его присутствием в разных областях финансового рынка. Банк Англии использует в отношении финансовых конгломератов понятие «Крупные сложные финансовые институты» (Large complex financial institutions) и для отнесения компании к этой категории применяет методику определения размера доли этой компании в следующих финансовых секторах:
- компания входит в первую мировую десятку андеррайтеров по акциям;
- компания входит в первую мировую десятку андеррайтеров по облигациям;
- компания входит в первую мировую десятку организаторов синдицированных кредитов;
- компания входит в первую мировую десятку операторов на рынке процентных производных инструментов;
- компания входит в первую мировую десятку по доходам на международном валютном рынке;
- компания входит в первую мировую десятку по портфелю ценных бумаг, находящихся на ответственном хранении.

## Появление и роль финансовых конгломератов
Финансовые конгломераты активно образуются во всех ключевых областях финансового рынка во всем мире. Причиной роста числа финансовых конгломератов с конца XX века по настоящее время стали финансовые реформы, устранившие сегментацию финансового сектора и стимулирующие объединение финансовых компаний в конгломераты. Ярким примером таких реформ является принятие Конгрессом США в конце 1999 года Закона о финансовой модернизации (Закона Грэмма — Лича — Блайли). На макроэкономическом уровне финансовые конгломераты в краткосрочной перспективе повышают эффективность финансовой системы, с другой стороны, они влекут за собой отрицательный эффект монополизации рынка. Создание финансовых конгломератов сопровождается снижением числа участников всего финансового рынка или нескольких его секторов, что приводит к росту процентных ставок для конечного потребителя финансовых услуг. В результате всего этого, сокращение конкуренции в долгосрочной перспективе дестимулирует эффективность финансовой системы.
Проникновение финансовых конгломератов на финансовые рынки развивающихся стран, с одной стороны, способствуют их скорейшему становлению, внедрению новых технологий и менеджмента, а также развитию связей с международным рынком. С другой стороны, придя на локальный рынок, конгломераты вытесняют с него местные финансовые учреждения, что ведет к потере экономического суверенитета (многие из таких стран уже вынуждены пользоваться финансовыми услугами исключительно финансовых конгломератов). Вовлечение экономики отдельных стран в глобальный рынок приводит к синхронизации национальных экономических циклов с общемировым. Это оказывает стабилизирующий эффект на национальную экономику и минимизирует отрицательные эффекты локальных шоков. С другой стороны, глобальные финансовые конгломераты способствуют международному распространению кризисов, поскольку крах одного такого конгломерата приносит кризис во все страны и рынки, где он присутствует. Коротко говоря, финансовые конгломераты сокращают национальные риски и увеличивает глобальные.

## Рейтинг финансовых конгломератов, составленныйForbes(2004 г.)
1. Citigroup
2. American International Group
3. Bank of America
4. HSBC
5. Fannie Mae
6. UBS
7. ING Group
8. JP Morgan Chase
9. BNP Paribas

## Рейтинг финансовых конгломератов, составленныйБанком Англии(2005 г.)
1. Citigroup
2. Deutsche Bank
3. Credit Suisse
4. JP Morgan Chase
5. Barclays
6. Goldman Sachs
7. HSBC
8. Société Générale
9. Bank of America
10. Lehman Brothers
11. Merrill Lynch
12. Morgan Stanley
13. UBS
14. ABN Amro
15. BNP Paribas